# 中野幸一
中野 幸一（なかの こういち、1932年5月13日- ）は、日本の国文学者。専攻は平安文学。学位は、文学博士。早稲田大学名誉教授。

## 経歴
神奈川県生まれ。1956年、早稲田大学第一文学部文学科国文学専修卒業。1958年、同大学大学院文学研究科修了、早稲田大学付属高等学院講師。1961年、同大学院博士課程修了、早稲田大学教育学部助手。1966年、同専任講師、1970年助教授、1975年教授。1979年、「うつほ物語の研究」で早稲田大学より文学博士の学位を取得。2003年、定年退職、名誉教授。
文部省大学設置・学校法人審議会専門委員をはじめ、センチュリー財団理事、早稲田大学評議員などを務めた。
自身の研究で大きな部分を占める源氏物語に関係する資料を中心に、多くの資料を個人収集し、「九曜文庫」と呼んでいる。2009年には、早稲田大学図書館が源氏物語関係を中心に約2,390点を受入れており、2011年3月から「九曜文庫」として公開されている。
2011年4月瑞宝中綬章受章。

## 著書

### 単著
- 『物語文学論攷』教育出版センター、1971年
- 『うつほ物語の研究』武蔵野書院、1981年
- 『源氏物語の享受資料 調査と発掘』武蔵野書院、1997年
- 『源氏物語みちしるべ』小学館、1997年
- 『見る・知る・読む源氏物語』勉誠出版、2013年

### 共編著
- 『新潮古典文学アルバム 源氏物語』丸谷才一共著、新潮社、1990年
- 『わたしたちの源氏物語 平安の女君と平成の母親たち』早稲田大学出版部、1992年
- 『常用源氏物語要覧』武蔵野書院、1995年
- 『平安文学の風貌』武蔵野書院、2003年
- 『平安文学の交響　享受・摂取・翻訳』勉誠出版、2012年

### 訳・校訂・編纂
- 『日本古典文学全集　紫式部日記』校注・訳. 小学館、1971年
- 『紫日記』紫式部 津本信博と校合 武蔵野書院、1974年
- 『校注源氏物語夕顔』紫式部 武蔵野書院、1975年
- 『鑑賞日本の古典　更科日記』尚学図書、1980年
- 『うつほ物語資料』武蔵野書院、1981年
- 『校注源氏物語橋姫　紫式部』 武蔵野書院、1982年
- 『伊勢物語全釈』春田裕之共著、武蔵野書院、1983年
- 『奈良絵本絵巻集』全11巻・別巻3 早稲田大学出版部、1987年-89年
- 『校注源氏物語賢木花散里』紫式部 武蔵野書院、1989年
- 『源氏物語古註釈叢刊』全10巻 武蔵野書院、1997年-2010年
- 『うつほ物語 新編日本古典文学全集』小学館、1999年-2002年
- 『源氏物語の鑑賞と基礎知識 no.10 賢木』至文堂、2000年 国文学「解釈と鑑賞」別冊
- 『源氏物語の鑑賞と基礎知識 no.8 夕顔』至文堂、2000年 国文学「解釈と鑑賞」別冊
- 『源氏物語画帖 石山寺蔵四百画面』鷲尾遍隆監修 勉誠出版、2005年
- 『竹取物語絵巻』監修 横溝博共編 勉誠出版、2007年 九曜文庫蔵奈良絵本・絵巻集成 第1期大型絵巻
- 『正訳 源氏物語 本文対照』全10巻、勉誠出版、2015年-2017年

## 参考
- 「中野幸一教授 略歴・業績」『早稲田大学教育学部学術研究』 2002年